# Eritrea
Eritrea (Tiếng Việt: Ê-ri-tơ-rê-a; /ˌɛrɨˈtreɪə/, tiếng Tigrinya: ሃገረ ኤርትራ), quốc hiệu là Nhà nước Eritrea, là một quốc gia châu Phi, giáp Sudan về phía tây, Ethiopia về phía nam và Djibouti về phía đông nam. Phần phía đông và đông bắc Eritrea còn có các đảo ven bờ trong biển Đỏ. Quần đảo Dahlak và rất nhiều đảo thuộc quần đảo Hanish thuộc lãnh thổ Eritrea. Eritrea có diện tích 118,000 km² và dân số ước tính khoảng hơn 6 triệu người người. Thủ đô là Asmara.
Vương quốc Ý từng thuộc địa hoá Eritrea, đầu tiên là mua lại Assab vào năm 1869, sau đó xâm chiếm và mở rộng lảnh thổ về phía Đế quốc Ethiopia và thành lập ra thuộc địa vào năm 1890 với tên gọi Eritrea thuộc Ý, và đây cũng là thuộc địa đầu tiên của Ý. Năm 1936, thuộc địa Eritrea cùng với Ethiopia thuộc Ý và Somaliland thuộc Ý hợp nhất trở thành Đông Phi thuộc Ý (Ý Đông Phi), một phần của Đế quốc thuộc địa Ý. Người Anh thế chân người Ý quản lý Eritrea vào năm 1941  dưới danh nghĩa vùng đất ủy trị của Hội Quốc Liên đến năm 1951 khi Eritrea liên kết với Ethiopia thông qua nghị quyết 390 của Liên Hợp Quốc (tháng 12 năm 1950).
Cũng từ thời điểm này, tại Eritrea người dân nổi dậy chống lại sự hợp nhất với Ethiopia. Hành động này châm ngòi cho việc đi đến quyết định của chính phủ Ethiopia tuyên bố Eritrea là tỉnh thứ 14 của Ethiopia vào năm 1962. Hành trình tìm kiếm lại độc lập của Eritrea kéo dài 31 năm và kết thúc vào năm 1991 với sự trung gian hòa giải của Liên Hợp Quốc. Theo đó sẽ tổ chức một cuộc trưng cầu dân ý về tương lai của Eritrea và người dân Eritrea đã chọn con đường trở thành một nước độc lập. Eritrea tuyên bố độc lập và được quốc tế công nhận vào năm 1993.
Eritrea hiện là thành viên Liên Hợp Quốc, Liên minh châu Phi và quan sát viên Liên đoàn Ả Rập.

## Lịch sử
Vào thời cổ đại, vùng lãnh thổ Eritrea hiện nay thuộc về vương quốc Aksum rồi đến vương quốc Ethiopia. Vùng này thuộc quyền kiểm soát của Đế quốc Ottoman vào thế kỷ XVI. Năm 1889, lãnh thổ này bị Italia xâm chiếm và trở thành thuộc địa Italia theo Hiệp ước Uccialli. Người Italia đặt tên cho thuộc địa này theo tên biển Đỏ bằng tiếng La tinh, More Erythraeum. Thực dân Italia lấy nơi đây làm căn cứ xuất phát để xâm lược Ethiopia vào các năm 1896 và 1936.
Năm 1941, quân Đồng minh giải phóng Ethiopia. Eritrea thuộc quyền kiểm soát của quân đội Anh.
Năm 1952, Eritrea trở thành quốc gia liên bang tự trị thuộc Ethiopia và bị sáp nhập hoàn toàn vào Ethiopia năm 1962. Từ năm 1961, Mặt trận Giải phóng Eritrea phát động các cuộc đấu tranh vũ trang. Do sự chi phối của người Hồi giáo, phong trào này phân chia thành Mặt trận Giải phóng Eritrea và Mặt trận Giải phóng Dân tộc Eritrea năm 1970.
Sau khi Tổng thống Mengistu của Ethiopia bị lật đổ, chế độ mới ở Ethiopia chấp nhận nguyên tắc trưng cầu ý dân về quyền tự quyết Eritrea giành được độc lập năm 1993. Từ năm 1998, xung đột biên giới giữa Eritrea và Ethiopia gia tăng lên tầm mức của một cuộc chiến tranh, gây tổn thất lớn: cả hai đất nước nghèo khổ này đã tốn hàng triệu USD để mua máy bay chiến đấu và vũ khí. Khoảng 80.000 người bị chết và nhiều người phải đi tị nạn. Eritrea bị thất bại trước quốc gia láng giềng hùng mạnh và đông dân hơn, một Hiệp định hòa bình được ký kết vào tháng 12 năm 2000. Liên Hợp Quốc đã triển khai hơn 4.000 quân tiếp tục giám sát vùng đệm giữa hai nước.
Tháng 4 năm 2002, một ủy ban về biên giới quốc tế đã giải quyết những tranh chấp biên giới giữa hai nước.
Hiện nay, Eritrea vẫn duy trì hoạt động gìn giữ hoà bình của Liên Hợp Quốc, và khu vực biên giới chung dài 25 km với Ethiopia. Một uỷ ban Quốc tế, được thành lập để giải quyết cuộc xung đột biên giới đã công bố những kết luận của mình nhưng việc phân định ranh giới lần cuối vẫn chưa được thực hiện do sự phản đối từ phía Eritrea.
Trong cuộc bầu cử đầu tiên sau khi giành độc lập vào năm 1993, Isaias Afewerki đã đắc cử với 95% số phiếu ủng hộ.

## Hệ thống hành chính
Eritrea được chia thành 6 vùng (zobas) và các vùng được chia thành các đơn vị nhỏ hơn gọi là quận ("sub-zobas"). Điểm đặc biệt là ranh giới các vùng được phân chia dựa trên đường phân thủy của các lưu vực sông. Việc này thực hiện cùng lúc hai mục đích của chính phủ trung ương là trao quyền cho chính quyền địa phương trong quản lý khả năng phát triển nông nghiệp và loại bỏ các yếu tố xung đột gây ra trong lịch sử liên quan đến tranh chấp tài nguyên nước.

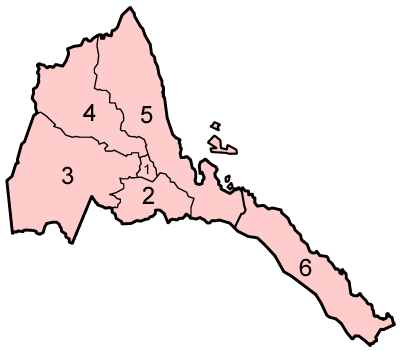
Các vùng hành chính ở Eritrea

Các vùng với các quận của Eritrea gồm:
| No. | Vùng(zobas)      | Quận (sub-zobas) |
| --- | ---------------- | --- |
| 1   | Vùng Trung tâm   | Berikh, Ghala-Nefhi, Semienawi Mibraq, Serejaka, Debubawi Mibraq, Semienawi Mi'erab, Debubawi Mi'erab                       |
| 2   | Vùng Phía Nam    | Adi Keyh, Adi Quala, Areza, Debarwa, Dekemhare, Mai Ayni, Mai Mne, Mendefera, Segeneiti, Senafe, Tserona                    |
| 3   | Vùng Gash Barka  | Agordat, Barentu, Dghe, Forto, Gogne, Haykota, Logo-Anseba, Mensura, Mogolo, Molki, Guluj, Shambuko, Tesseney, La'elay Gash |
| 4   | Vùng Anseba      | Adi Tekelezan, Asmat, Elabered, Geleb, Hagaz, Halhal, Habero, Keren City, Kerkebet, Sel'a                                   |
| 5   | Vùng Bắc Biển Đỏ | Afabet, Dahlak, Ghel'alo, Foro, Ghinda, Karura, Massawa, Nakfa, She'eb                                                      |
| 6   | Vùng Nam Biển Đỏ | Are'eta, Central Dankalia, Southern Dankalia, Assab                                                                         |

## Chính trị và chính phủ

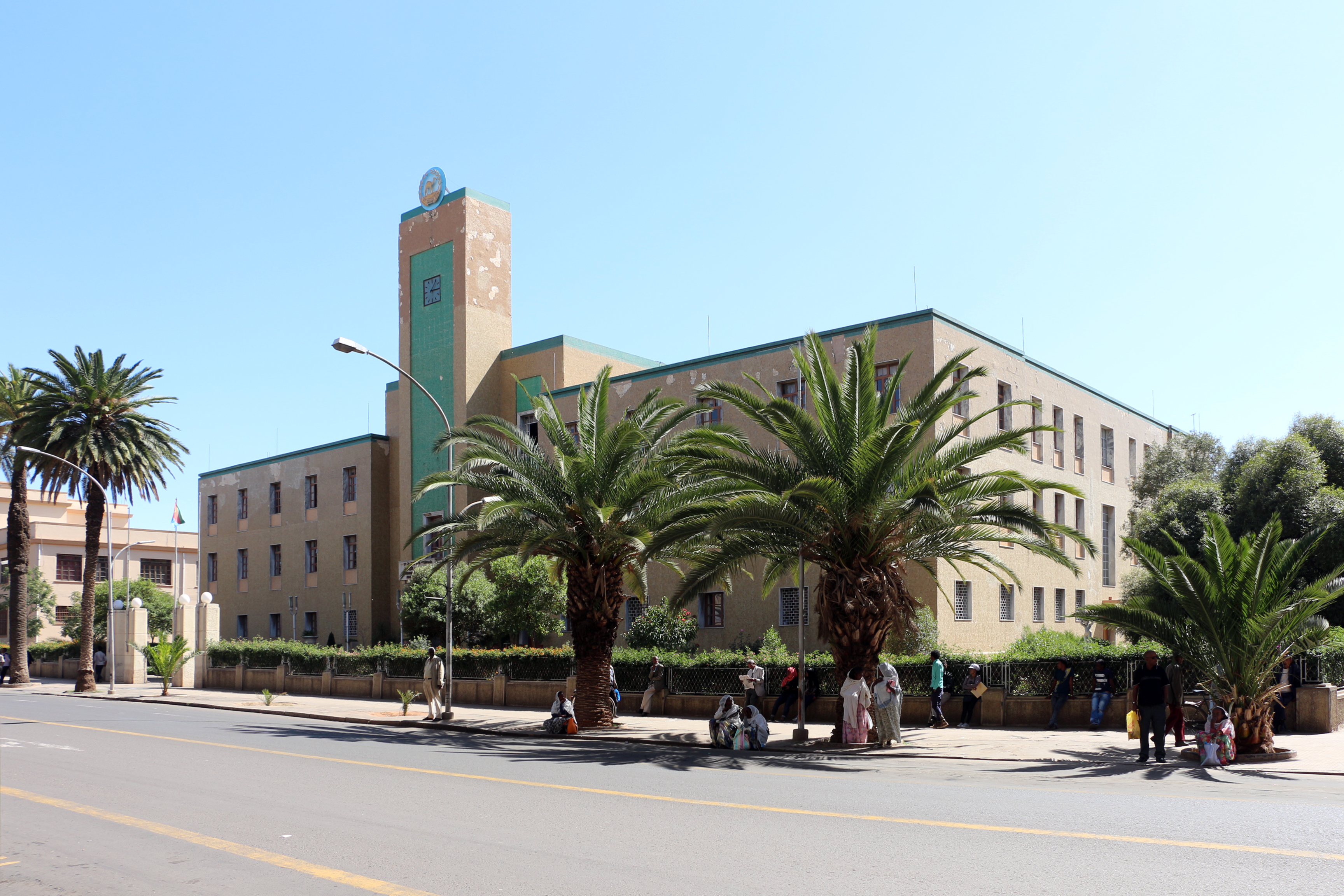
Tòa nhà chính phủ Eritrea ở Asmara.

Eritrea là một quốc gia độc đảng dưới sự lãnh đạo của Mặt trận Nhân dân Vì Dân chủ và Pháp lý (People's Front for Democracy and Justice, PFDJ).. Các nhóm chính trị khác không được phép hoạt động mặc dù Hiến pháp (không được thực thi) năm 1997 quy định sự tồn tại của đa đảng. Quốc hội Eritrea có 150 ghế trong đó EPLF chiếm 75 ghế. Các cuộc tổng tuyển cử đã được lên kế hoạch nhưng đều bị hủy bỏ, chưa có một cuộc tổng tuyển cử được tổ chức tại quốc gia này . Các nguồn thông tin về hoạt động chính trị địa phương ở Eritrea hiếm khi được công bố. Tháng 9 năm 2001 chính phủ đóng cửa tất cả các cơ quan truyền thông tư nhân, những người có tiếng nói bất đồng đều bị bắt giam mà không cần xét xử .

### Tổng tuyển cử
Tổng tuyển cử toàn quốc Eritrea được dự trù thực hiện trong năm 1995 nhưng sau đó trì hoãn đến 2001 với lý do là 20% lãnh thổ quốc gia còn bị Ethiopia chiếm giữ, các cuộc tổng tuyển cử sẽ được tiến hành sau khi xung đột với Ethiopia được giải quyết. Tuy nhiên, các cuộc bầu cử ở địa phương vẫn được tiến hành. Vòng bầu cử ở địa phương được tiến hành gần đây nhất là vào tháng 5 năm 2004.

### Quan hệ ngoại giao
Eritrea là thành viên chính thức của tổ chức Cộng đồng Phi Châu (African Union-AU), tiền thân của Liên minh châu Phi ngày nay nhưng nước này đã rút quan sát viên khỏi tổ chức này vì cho rằng nước này đã không hành động đủ mạnh trong việc giải quyết tranh chấp lãnh thổ giữa Eritrea và Ethiopia.
Mối quan hệ Eritrea và Hoa Kỳ khá phức tạp. Mặc dù hai quốc gia đã từng sát cánh trong cuộc chiến chống khủng bố nhưng mối quan hệ không mấy tốt đẹp ở các lĩnh vực khác. Từ tháng 11 năm 2008, mối quan hệ này trở nên xấu hơn khi trợ lý thư ký Hoa Kỳ Jendayi Frazer gọi Eritrea là quốc gia bảo trợ khủng bố và chính phủ Mỹ liệt nước này vào Trục ma quỷ gồm Iran và Cuba . Lý do của hành động này là do sự hiện diện tại một cuộc họp của nhóm đối lập được tổ chức tại Asmara của Sheikh Hassan Dahir Aweys, một lãnh đạo Hồi Giáo li khai Somali có quan hệ với nhóm khủng bố Al Queda. Các trừng phạt về kinh tế có thể sẽ sớm được áp dụng 
Mối quan hệ với Italia và EU cũng căng thẳng trong ba năm trở lại đây.
Mối quan hệ với Ethiopia chuyển từ liên minh sang thù địch đưa đến cuộc chiến tranh từ tháng 5.1998 đến tháng 6.2000. Cuộc chiến này đã làm 123,000 người Ehiopia và 19,000 người Eritrea bỏ mạng .
Eritrea cũng có những xung đột biên giới với Sudan, một cuộc chiến với Yemen về chủ quyền quần đảo Hanish nổ ra năm 1996 và gần đây là các xung đột biên giới với Ethiopia.

## Chính phủ và sự kiểm duyệt báo chí
Trong hai năm 2007 và 2008, tổ chức Phóng viên không biên giới xếp Eritrea hạng 169 toàn cầu trong Chỉ số tự do báo chí toàn cầu hằng năm. Eritrea thay thế vị trí cuối bảng được Bắc Triều Tiên nắm giữ trong nhiều năm . Tổ chức này khẳng định rằng ở Eritrea các tờ báo tư nhân đã bị đóng cửa và bị chính phủ của tổng thống Isaias Afewerki xua đuổi. Tác giả của những bài báo có ý kiến phê bình chính phủ lập tức bị bỏ tù và trong số rất nhiều nhà báo bị cầm tù, 4 người đã chết trong sự giam cầm .
Xếp hạng Chỉ số tự do báo chí toàn cầu hằng năm của Eritrea
| Năm  | Xếp hạng     |
| ---- | ------------ |
| 2002 | 132 trên 139 |
| 2003 | 162 trên 166 |
| 2004 | 163 trên 167 |
| 2005 | 166 trên 167 |
| 2006 | 166 trên 168 |
| 2007 | 169 trên 169 |
| 2008 | 169 trên 169 |

Nguồn: Tổ chức Phóng viên không biên giới

## Địa lý

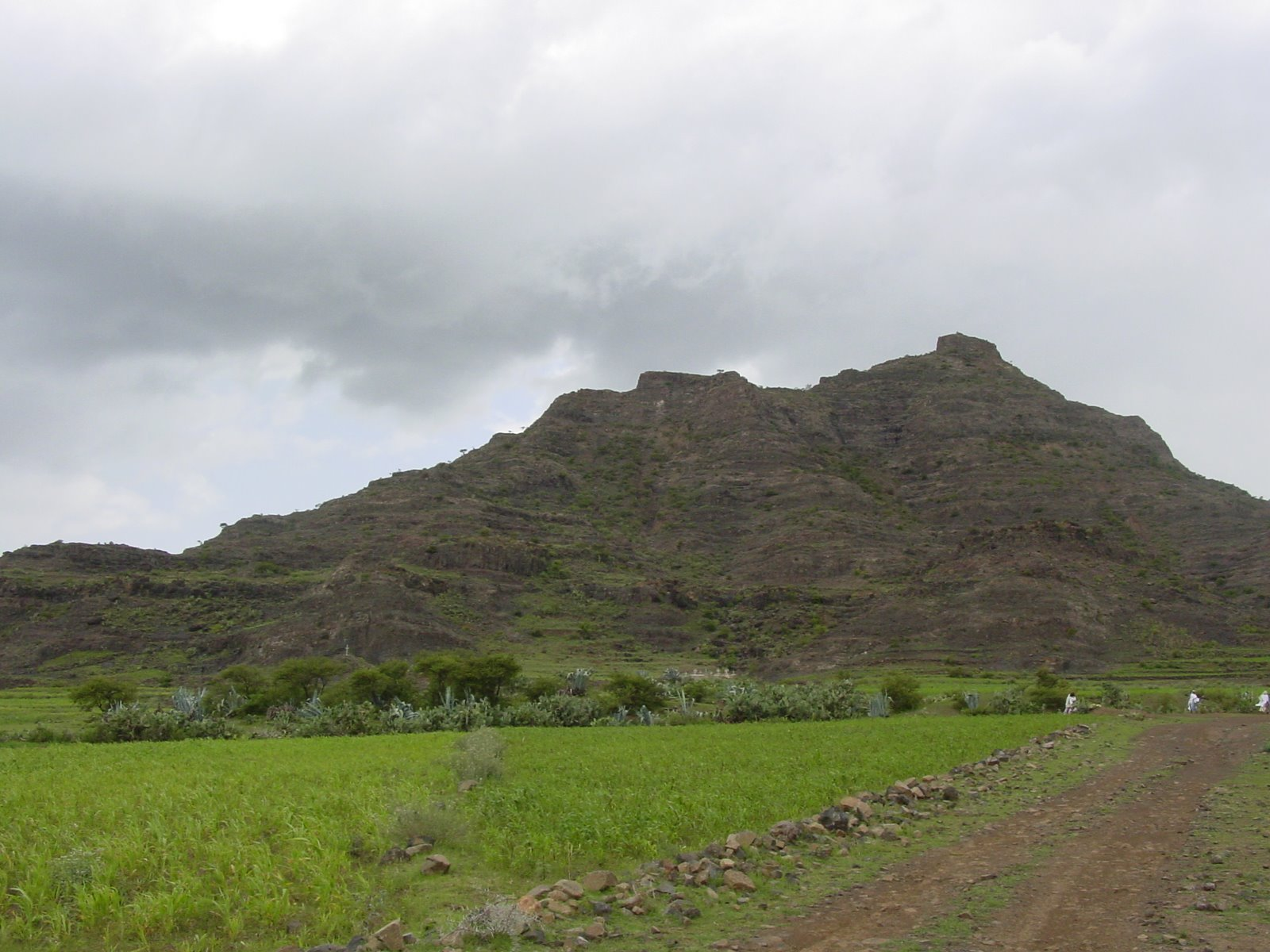
Địa hình đồi núi của Eirteria.

Eritrea nằm ở vùng Sừng châu Phi, phía Đông và Đông Bắc giáp Hồng Hải. Quốc gia này gần như bị chia cắt bởi một trong những dãy núi dài nhất thế giới là địa hào Đông Phi (Great Rift Valley), với đất đai màu mỡ phía Tây, địa hình thấp dần xuống sa mạc ở phía Đông.
Afar Triangle hay còn gọi là Trũng Eritrea có thể là điểm giao nhau của ba mảng nền đang tách giãn là Mảng Arab và hai phần của Mảng Phi châu (phân mảng Nubian và phân mảng Somali). Sự tách giãn của ba mảng này làm cho Địa Hào Đông Phi ngày càng sâu và rộng. Điểm cao nhất cả nước là đỉnh Emba Soira, nằm ở trung tâm cả nước với độ cao 3,018 mét trên mực nước biển.
Các thành phố chính của Eritrea gồm thủ đô Asmara, thành phố cảng Asseb, thành phố Massawa ở phía đông và thành phố Keren ở phía bắc.

### Khí hậu
Dựa trên sự thay đổi của nhiệt độ, Eritrea có thể chia làm ba vùng khí hậu chính: vùng khí hậu ôn đới, cận nhiệt đới và vùng khí hậu nhiệt đới.
| Dữ liệu khí hậu của Eritrea nói chung, dựa trên 14 thành phố | Dữ liệu khí hậu của Eritrea nói chung, dựa trên 14 thành phố | Dữ liệu khí hậu của Eritrea nói chung, dựa trên 14 thành phố | Dữ liệu khí hậu của Eritrea nói chung, dựa trên 14 thành phố | Dữ liệu khí hậu của Eritrea nói chung, dựa trên 14 thành phố | Dữ liệu khí hậu của Eritrea nói chung, dựa trên 14 thành phố | Dữ liệu khí hậu của Eritrea nói chung, dựa trên 14 thành phố | Dữ liệu khí hậu của Eritrea nói chung, dựa trên 14 thành phố | Dữ liệu khí hậu của Eritrea nói chung, dựa trên 14 thành phố | Dữ liệu khí hậu của Eritrea nói chung, dựa trên 14 thành phố | Dữ liệu khí hậu của Eritrea nói chung, dựa trên 14 thành phố | Dữ liệu khí hậu của Eritrea nói chung, dựa trên 14 thành phố | Dữ liệu khí hậu của Eritrea nói chung, dựa trên 14 thành phố | Dữ liệu khí hậu của Eritrea nói chung, dựa trên 14 thành phố |
| Tháng                                                        | 1                                                            | 2                                                            | 3                                                            | 4                                                            | 5                                                            | 6                                                            | 7                                                            | 8                                                            | 9                                                            | 10                                                           | 11                                                           | 12                                                           | Năm                                                          |
| ------------------------------------------------------------ | ------------------------------------------------------------ | ------------------------------------------------------------ | ------------------------------------------------------------ | ------------------------------------------------------------ | ------------------------------------------------------------ | ------------------------------------------------------------ | ------------------------------------------------------------ | ------------------------------------------------------------ | ------------------------------------------------------------ | ------------------------------------------------------------ | ------------------------------------------------------------ | ------------------------------------------------------------ | ------------------------------------------------------------ |
| Trung bình ngày tối đa °C (°F)                               | 27.3 (81.1)                                                  | 28.3 (82.9)                                                  | 29.8 (85.6)                                                  | 32.3 (90.1)                                                  | 33.3 (91.9)                                                  | 33 (91)                                                      | 32 (90)                                                      | 31.5 (88.7)                                                  | 32.3 (90.1)                                                  | 31.8 (89.2)                                                  | 30 (86)                                                      | 28.3 (82.9)                                                  | 31 (88)                                                      |
| Trung bình ngày °C (°F)                                      | 20 (68)                                                      | 20.8 (69.4)                                                  | 22.5 (72.5)                                                  | 24.3 (75.7)                                                  | 25.6 (78.1)                                                  | 26 (79)                                                      | 25.1 (77.2)                                                  | 24.7 (76.5)                                                  | 24.4 (75.9)                                                  | 23.8 (74.8)                                                  | 22.1 (71.8)                                                  | 20.5 (68.9)                                                  | 23.3 (73.9)                                                  |
| Tối thiểu trung bình ngày °C (°F)                            | 17.8 (64.0)                                                  | 17.3 (63.1)                                                  | 18.3 (64.9)                                                  | 21 (70)                                                      | 23.3 (73.9)                                                  | 24.4 (75.9)                                                  | 24.4 (75.9)                                                  | 24.5 (76.1)                                                  | 23.3 (73.9)                                                  | 22.3 (72.1)                                                  | 20 (68)                                                      | 18.3 (64.9)                                                  | 20.8 (69.4)                                                  |
| Lượng Giáng thủy trung bình mm (inches)                      | 6.7 (0.26)                                                   | 6.9 (0.27)                                                   | 9 (0.4)                                                      | 14.8 (0.58)                                                  | 20.3 (0.80)                                                  | 26.5 (1.04)                                                  | 100 (3.9)                                                    | 99.7 (3.93)                                                  | 25.4 (1.00)                                                  | 8.6 (0.34)                                                   | 11.9 (0.47)                                                  | 9.4 (0.37)                                                   | 347 (13.7)                                                   |
| Nguồn: weatherbase                                           |                                                              |                                                              |                                                              |                                                              |                                                              |                                                              |                                                              |                                                              |                                                              |                                                              |                                                              |                                                              |                                                              |

## Môi trường
Eritrea là quê hương của nhiều quần thể voi. Các vua Ptoleme của Ai Cập đã từng sử dụng chúng như một lực lượng tham gia chiến đấu trong thế kỷ thứ III trước Công Nguyên. Trong khoảng thời gian từ 1955 đến 2001, không có một báo cáo nào cho thấy sự tiếp tục hiện diện của voi và chúng được cho là nạn nhân của chiến tranh giành độc lập. Tháng 12 năm 2001, người ta phát hiện khoảng 30 con với khoảng 10 con nhỏ gần sông Gash.
Năm 2006, Eritrea trở thành quốc gia đầu tiên trên thế giời chuyển toàn bộ vùng đất duyên hải thành khu bảo tồn thiên nhiên. Một khu vực với 1,347 km (837 dặm) đới ven bờ, cùng với 1,946 km (1,209 dặm) đường bờ với hơn 250 đảo nằm dưới sự bảo tồn của chính phủ.

## Kinh tế

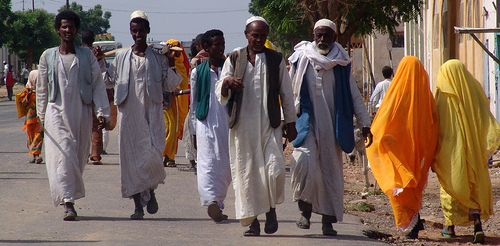
Đàn ông ở Agordat

Giống như phần lớn các quốc gia Phi Châu khác, nền kinh tế Eritrea chủ yếu dựa vào hoạt động sản xuất nông nghiệp với 80% dân số làm việc trong ngành trộng trọt và chăn nuôi. Hạn hán là nguyên nhân thiên tai chủ yếu tác động đến nền nông nghiệp nước này.
Cuộc chiến giành độc lập với Ethiopia đã gây tổn thất nặng nề cho nền kinh tế. GDP giảm 1% vào năm 1999 và 2% vào năm 2000. Năm 2000, quân đội Ethiopia mở một cuộc tấn công lớn và miền Nam Eritrea gây thiệt hại 600 triệu USD cho nền kinh tế với 225 triệu tổn thất từ gia súc và 55,000 nhà cửa bị phá hoại. Cuộc tấn công này nhắm đến vùng sản xuất lương thực chính yếu của Eritrea gây ra việc sụt giảm 62% sản lượng nông nghiệp 
Trong suốt những năm tháng chiến tranh, Eritrea cũng đã nỗ lực phát triển hệ thống cơ sở hạ tầng như mở đường, cải thiện hệ thống cảng, sửa chữa những cung đường và cầu bị tàn phá do chiến tranh như là một phần của chương trình Warsay Yika'alo. Thành quả quan trọng nhất của dự án này là việc xây dựng tuyến quốc lộ ven biển dài hơn 500 km nối Massawa với Asseb cũng như khôi phục tuyến đường sắt quốc gia.
Tương lai nền kinh tế Eritrea khá mờ ám. Việc cắt đứt giao thương với Ethioipia, quốc gia trước đây luôn sử dụng các cảng của Eritrea để xuất nhập hàng hóa, để lại cho Eritrea nhiều lỗ hổng cần khỏa lấp. Tương lai nền kinh tế dựa vào nội lực của nền kinh tế cũng như giải quyết những vấn đề bức thiết như nạn mù chữ cao, lao động thiếu tay nghề, cơ sở hạ tầng lạc hậu.
Một báo cáo ngày 6 tháng 5 năm 2008 cho thấy Eritrea là quốc gia có giá nhiên liệu cao nhất thế giới với một gallon xăng có giá 9.58USD, cao hơn 85 cent so với quốc gia đứng thứ hai là Na Uy .
Hiện nay, tương lai của kinh tế Eritrea phụ thuộc vào khả năng giải quyết của Chính phủ trong các vấn đề xã hội như nạn mù chữ, thất nghiệp, trình độ kỹ năng tay nghề yếu kém cũng như thực sự thúc đẩy quá trình tư nhân hóa nền kinh tế và chỉ có thực hiện như vậy mới có thể tạo ra các nguồn lực để phát triển nền kinh tế.
Năm 2009, tổng sản phẩm quốc nội của Eritrea đạt 4,1 tỷ USD, tăng 2,5% so với năm 2008.
Hiện nay, nông nghiệp thu hút tới 80% lực lượng lao động nhưng chỉ đóng góp vàp khoảng 17,3% GDP của nước này (2009). Các nông sản chính của Eritrea là lúa miến, đậu lăng, rau, ngô, bông, sợi bông, thuốc lá, cà phê, sợi sidan, vật nuôi, dê..
Công nghiệp của Eritrea khá nhỏ bé, đóng góp vào 23,2% GDP. Các ngành công nghiệp chính của nước này là: chế biến thực phẩm, bia, ngành dệt may, sản xuất xi măng, muối, sửa chữa tàu thương mại.
Dịch vụ chiếm tỉ trọng lớn nhất trong cơ cấu GDP với tỉ trọng hiện nay là 59,5% (2009).
Về ngoại thương, năm 2009, Eritrea xuất khẩu 12 triệu USD hàng hoá các loại. Trong đó các sản phẩm xuất khẩu chủ yếu của đất nước này là vật nuôi, lúa miến, hàng dệt may, thực phẩm, và các sản phẩm sơ chế khác. Các thị trường xuất khẩu chính của Eritrea là Ireland, Mỹ, Italia và Thổ Nhĩ Kỳ.
Năm 2009, kim ngạch nhập khẩu của Eritrea đạt 590 triệu USD. Các mặt hàng mà nước này thường nhập là máy móc thiết bị, sản phẩm dầu lửa, thực phẩm và đồ tiêu dùng khác. Các đối tác nhập khẩu lớn của Eritrea là Ả Rập Xê Út, Ý, Ai Cập, Ấn Độ, Đức, Trung Quốc.

## Xã hội

### Dân cư

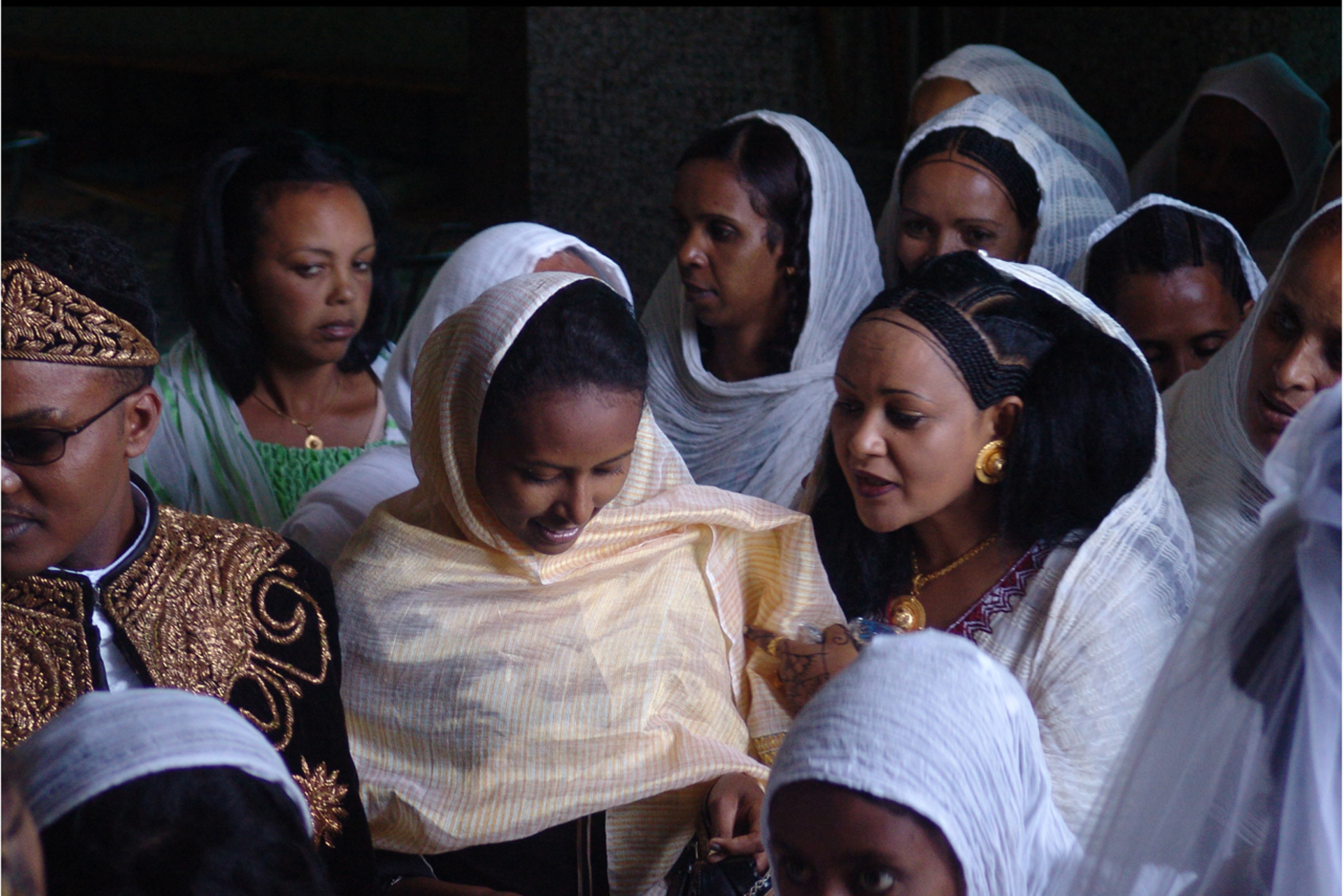
Một đám cưới tại Eritrea

Eritrea là một quốc gia đa chủng tộc. Một cuộc điều tra dân số độc lập cho thấy người Tigrinya và người Tigre chiếm 80% dân số. Hai nhóm này đều là những dân tộc nói ngôn ngữ Semit.
Phần còn lại của dân số là tập hợp của những nhóm người Phi-Á như người Saho, Hedareb, Afar, và Bilen. Những nhóm người này được xem là thổ dân đầu tiên của vùng Sừng châu Phi. Ngoài ra còn có một số dân tộc thuộc nhóm Nilotic. Tại Asmara còn có sự hiện diện của một số ít người Eritrea gốc Ý và người Tigray gốc Ethiopia.
Mỗi một tộc người có một ngôn ngữ riêng, rất nhiều nhóm thiểu số sử dụng nhiều hơn một ngôn ngữ trong đời sống hằng ngày.
Nhóm người mới nhất ở Eritrea là người Rashaida. Họ di cư vào nước này vào thế kỷ XIX  từ phía bên kia bờ Hồng Hải. Họ là những cư dân du mục, có quan hệ hôn phối với người Tigre và Beja. Tổng dân số của nhóm này khoảng 61,000 người, chiếm khoảng 1% dân số.
Những nhóm thiểu số ít có sự tác động đến đời sống của Eritrea.

### Ngôn ngữ

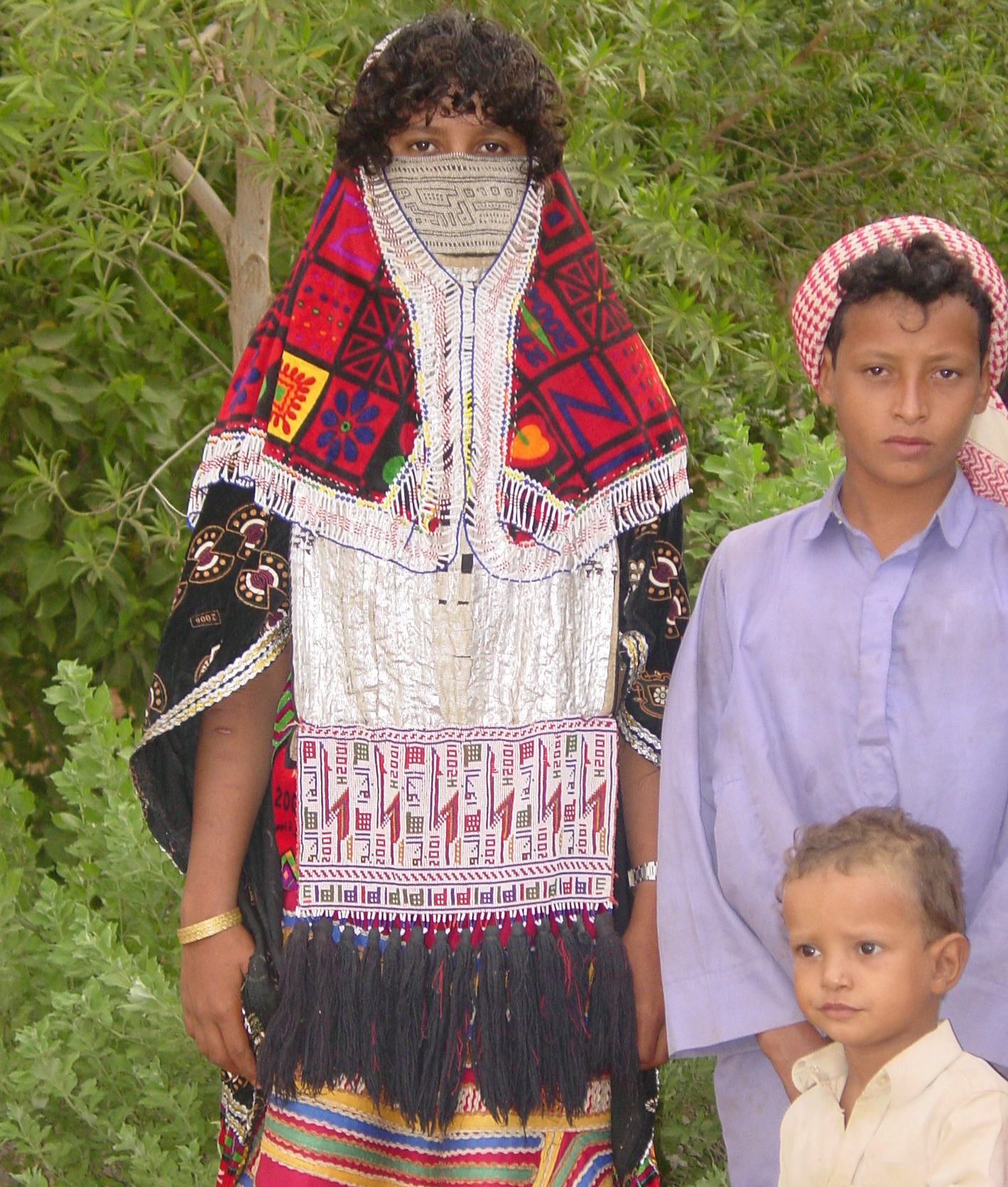
Người Rashaida ở Hạ Eritrea

Eritrea là một quốc gia đa ngôn ngữ, không có ngôn ngữ chính thức. Hiến pháp thiết lập "sự bình đẳng của tất cả ngôn ngữ Eritrea". Tiếng Tigrinya là ngôn ngữ chính thức trên thực tế của quốc gia. Với tổng cộng 2.540.000 người nói trên dân số 5.254.000 (2006), đây là ngôn ngữ phổ biến nhất, đặc biệt ở phần bắc và trung Eritrea. Những ngôn ngữ lớn khác gồm tiếng Afar, tiếng Ả Rập, tiếng Beja, tiếng Bilen, tiếng Kunama, tiếng Nara, tiếng Saho và tiếng Tigre. Tiếng Tigrinya, cùng với tiếng Ả Rập chuẩn hiện đại và tiếng Anh, là những ngôn ngữ làm việc. Tiếng Ý được dạy tại trường tiểu học và trung học.

### Giáo dục
Có 5 cấp học tại Eritrea gồm Mẫu giáo, Tiểu học, Trung Ấu, Trung học Cơ Sở, và Hậu Trung học Cơ Sở. Có gần 238,000 học sinh đang theo học Tiểu học, Trung Ấu, Trung học Cơ Sở, và Hậu Trung học Cơ Sở. Toàn quốc có khoảng 824 trường học  và 2 Đại học (Đại học Asmara và Viện Khoa Học và Công nghệ) cũng như nhiều trường Cao đẳng và Trung Cấp Nghề khác.
Một trong những mục tiêu quan trọng nhất của giáo dục Eritrea là cung cấp giáo dục căn bản cho người dân bằng tiếng mẹ đẻ cũng như phát triển khả năng tự tư duy của học sinh để chống lại đói nghèo và bệnh tật. Xa hơn là trang bị cho học sinh những kỹ năng làm việc cần thiết trong một nền kinh tế toàn cầu đang thay đổi.
Hệ thống giáo dục Eritrea cũng được thiết kế để khuyến khối doanh dân mở trường đào tạo, tạo cơ hội tiếp cận giáo dục công bằng đến mọi người như chống phân biệt giới tính, chống phân biệt chủng tộc, chống phân biệt tầng lớp trong xã hội, và thúc đẩy việc học tập suốt đời của người dân.
Rào cản trong giáo dục Eritrea là những định chế truyền thống, học phí, và chi phí cơ hội của các gia đình có thu nhập thấp .

### Tôn giáo
|                                   |               |  |     |     |
| Trung tâm Nghiên cứu Pew năm 2020 |               |  |     |     |
| Kitô giáo                         | Kitô giáo     |  | 63% | 63% |
| Hồi giáo                          | Hồi giáo      |  | 36% | 36% |
| Tôn giáo khác                     | Tôn giáo khác |  | 1%  | 1%  |

| \| \| \| \| \| \| \| Bộ Ngoại giao Hoa Kỳ năm 2019[52] \| \| \| \| \| \| Kitô giáo \| Kitô giáo \| \| 49% \| 49% \| \| Hồi giáo \| Hồi giáo \| \| 49% \| 49% \| \| Tôn giáo khác \| Tôn giáo khác \| \| 2% \| 2% \| |               |  |     |     |
| |               |  |     |     |
| Bộ Ngoại giao Hoa Kỳ năm 2019 |               |  |     |     |
| Kitô giáo | Kitô giáo     |  | 49% | 49% |
| Hồi giáo | Hồi giáo      |  | 49% | 49% |
| Tôn giáo khác | Tôn giáo khác |  | 2%  | 2%  |

Eritrea có hai tôn giáo chính là Hồi giáo và Kitô giáo với số lượng tín đồ xấp xỉ nhau. Phần lớn tín đồ Hồi Giáo thuộc phái Sunni, tín đồ Cơ Đốc thuộc dòng Chính Thống giáo và một số lượng tương đối lớn người theo Công giáo La Mã. Tin Lành và các nhóm khác cũng hiện diện trong đời sống tâm linh của nước này.

Từ tháng 5 năm 2002, chính quyền Eritrea chính thức công nhận sự hoạt động của các tôn giáo: Chính Thống giáo, (Hồi giáo Sunni), Công giáo La Mã, và Giáo hội Luther. Các nhóm khác muốn tự do hoạt động phải trải qua một quá trình đăng ký nghiêm ngặt. Một trong những yêu cầu đó là các nhóm tôn giáo được yêu cầu cung cấp thông tin cá nhân của các tín đồ cho nhà chức trách. Một số tổ chức tôn giáo dù đã đáp ứng tất cả các yêu cầu của chính phủ vẫn chưa được cấp phép hoạt động 

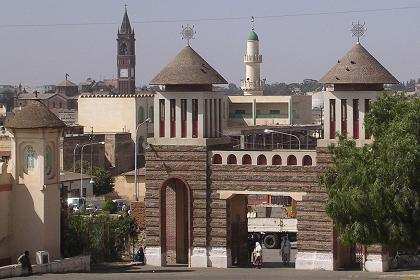
Nhà thờ Enda Mariam Orthodox, Roman Catholic Cathedral, đằng sau là thánh đường Hồi Giáo Al Khulafa Al Rashiudin tại thủ đô Asmara.

Các nhóm Nhân Chứng Giê-hô-va, Bahá'í Faith, Seventh-day Adventist Church, và rất nhiều giáo phái Tin Lành không được cấp giấy phép và không thể hoạt động tự do. Chính phủ đã thực thi các lệnh cấm một cách có hiệu quả và nhiều giải pháp đã được đưa ra để ngăn chặn các tín đồ hành lễ. Nhiều người đã bị tống giam trong thời gian dài. Không một cái có cơ hội tiếp cận đến tòa án để khiếu kiện công bằng. Bảng báo cáo năm 2006 về Quyền Tự Do tín ngưỡng của Ủy ban Tôn Giáo Hoa Kỳ đã xếp Eritrea 3 năm liên tiếp vào nhóm nước "Đặc biệt lo ngại" về tự do tín ngưỡng .
Có một số ít người Do Thái còn tiếp tục sinh sống tại Eritrea, họ hình thành một cồng đồng của vài trăm người sinh sống tại thủ đô Asmara. Họ là con cháu của người Do Thái đã vượt biển từ Aden (Yemen) sang vào nửa cuối thế kỷ XIX .

## Văn hóa

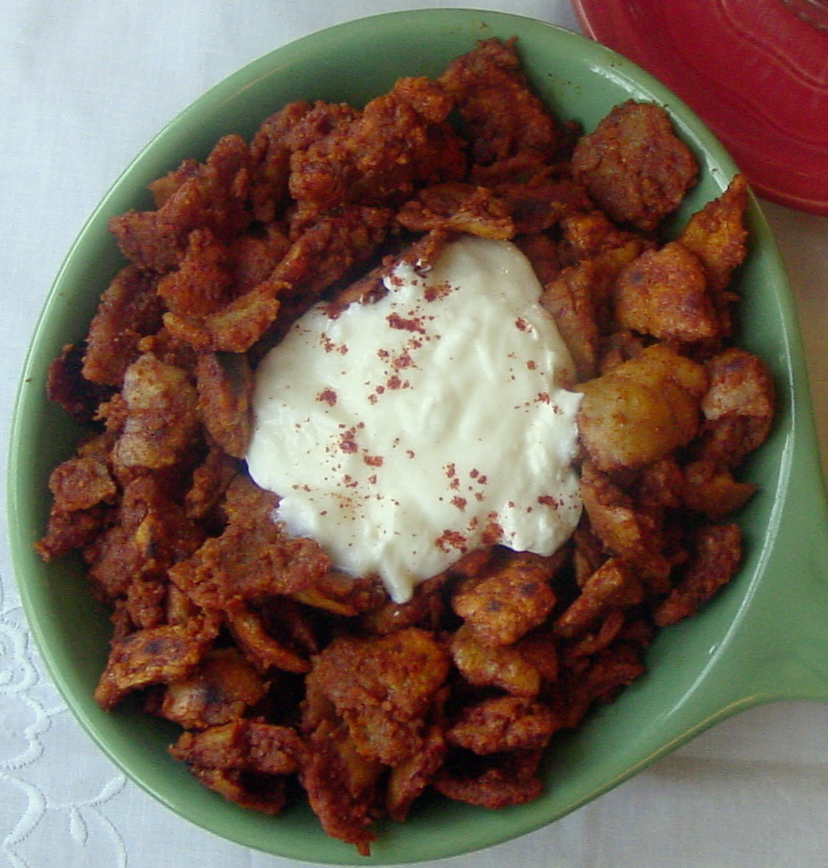
Món ăn truyền thống Kitcha fit-fit

Eritrea có sự giao lưu thương mại từ lâu đời với nhiều quốc gia trên thế giới, điều này thể hiện rõ nét trong một nền văn hóa đa dạng của đất nước. Thủ đô Asmara là nơi diễn ra sự giao lưu mạnh mẽ nhất. tại đây người ta có thể thấy sự hiện diện của các quán cà phê phục vụ các thức uống tương tự như tại Ý. Ở đây cũng đồng thời hiện diện sự pha trộn ven hóa bản xứ của người Tigrinya với văn hóa Ý. Điều này gần như không thấy xuất hiện tại các vùng nông thôn.
Trong thời thuộc địa và những năm đầu lập quốc, các phim Ấn của Bollywood thịnh hành tại thành thị trong khi phim Mỹ và Ý thì được trình chiếu trong các rạp. Sự thay đổi đã diễn ra vào những năm 1980 và khi Eritrea độc lập từ Ethiopia, phim Mỹ dần trở nên phổ biến. Sự cạnh tranh còn có sự tham gia của những nhà làm phia địa phương.
Trang phụ truyền thống của người Eritriea tương đối đa dạng. Phụ nữ vùng thấp mặc đầm truyền thống có màu nhạt trong khi áo đầm truyền thống của người Tigrinya có màu trắng nhẹ. Người Hồi giáo vẫn giữ trang phục truyền thống của họ với mạn che đầu.
Các môn thể thao phổ biến ở Eritrea có bóng đá và cưỡi xe đạp. Trong những năm gần đây, các vận động viên điền kinh của Eritrea đạt được những thành công nhất định trên đấu trường quốc tế.
Gần như duy nhất ở lục địa đen có một giải đua xe đạp quy mô lớn là Tour of Eritrea. Giải đấu này được hình thành từ thời thuộc địa, năm 1946 . Đường đua bắt đầu từ những bãi biển của Masawa để leo lên vùng cao với các thung lũng và hẻm vực của thủ đô Asmara. Từ đây, các coureur để đèo để xuống vùng đất thấp Gash-Barka Zone, và trở về thủ đô từ hướng Nam.